# Château de Beaurepaire (Lisses)
Le château de Beaurepaire est un château détruit qui était situé sur la commune de Lisses, dans l'Essonne.

## AuxXVIeetXVIIesiècles
A la fin du XVIe siècle, sur les terres du lieu-dit Beaurepaire s’élevait une ferme fortifiée avec pont-levis qui appartenait à la famille Langlois. Martin Langlois, devenu seigneur de Lisses et de Beaurepaire, y fit construire un château.

## Le domaine du XVIIIe siècle
Au XVIIIe siècle, ce domaine était un chef-d'œuvre d'art classique et de jardins à la française.
Le château était majestueux, de plan en U, avec un pavillon central avec lanterne d'où la vue permettait d'embrasser tout le site. Mais on ne sait pas s'il y avait un niveau principal, ou bien deux, hors combles. Sur le dessin conservé représentant le château de Beaurepaire, on découvre un niveau plus combles aménagés. Y en avait-il plutôt deux ? Le niveau bas ne serait-il pas caché par la végétation sur le dessin ? A moins qu'il n'y ait qu'un seul niveau principal, exhaussé du fait des caves ? 
Les jardins se composaient d'une grande perspective centrale. Après un grand parterre se trouvait un fort grand canal, au bout duquel était aménagée un espace ouvert, qui servait de demi-lune et de point de vue sur la campagne et le village de Lisses voisin.
D'autres espaces abritaient divers bosquets aménagés et salles de verdure, ainsi que des bois de haute futaye.

Dézallier décrit ainsi le château à la fin de l'Ancien Régime, quand il est la propriété de Jean Jacques Maurille Michau de Montaran (1735-1816), maître des requêtes et intendant du commerce, futur maire de Lisses et chevalier de la Légion d’honneur, et de Marie Jacqueline Pauline Gauthier (1752-1817).
« Beaurepaire : n'est qu'à une demi-lieue de Villeroy : cette maison qui est à M. de Montaran, est renommée pour ses jardins plantés par le Nostre. La place qui fait face au château dans la campagne, est remplie par deux grands quinconces de tilleuls. On rebâtit actuellement ce château, environné de fossés secs. L'Orangerie & le potager sont à droite. Plusieurs pièces plantées en quinconce, & un grand boulingrin double accompagné de bosquets, était visible sur la gauche. Plus loin est un bois percé en double étoile, qui doit faire place à de nouveaux desseins. La face du château est occupée par un très long parterre, terminé par une grande pièce d'eau, & une terrasse qui a vue sur la campagne. »

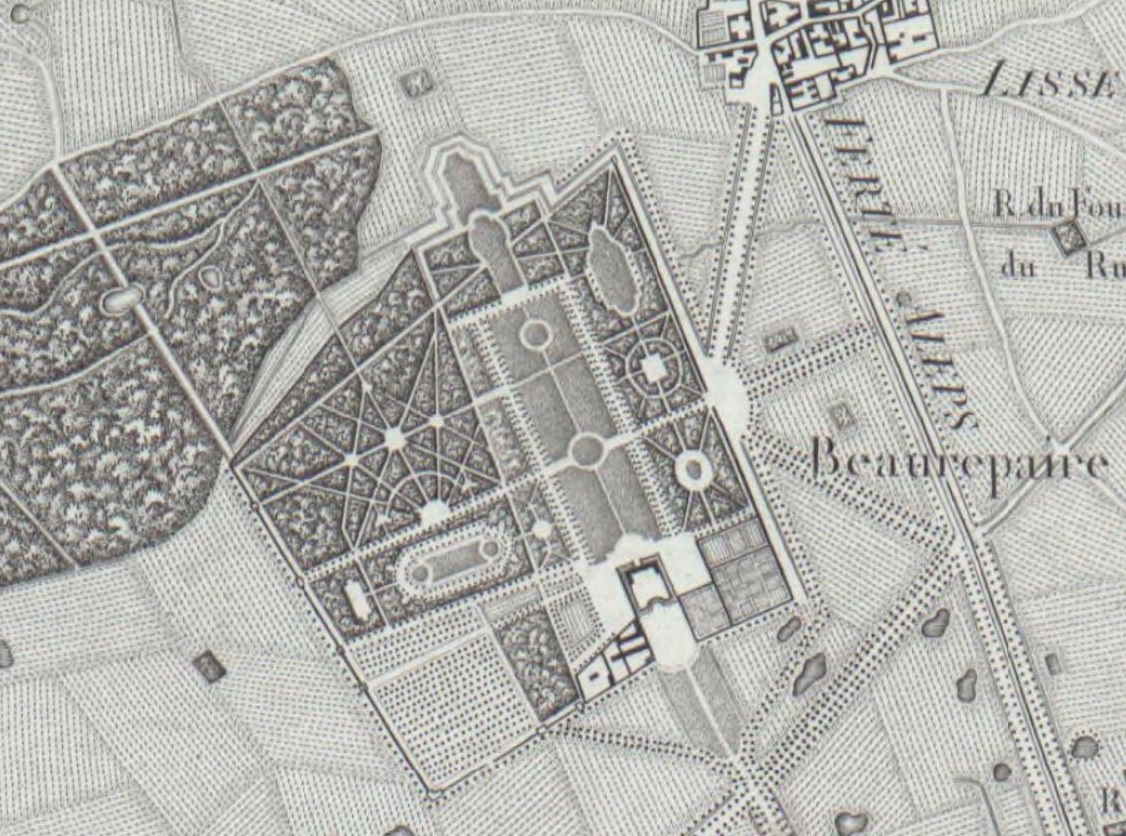
Plan des anciens jardins du château de Beaurepaire à Lisses, XVIIIe siècle
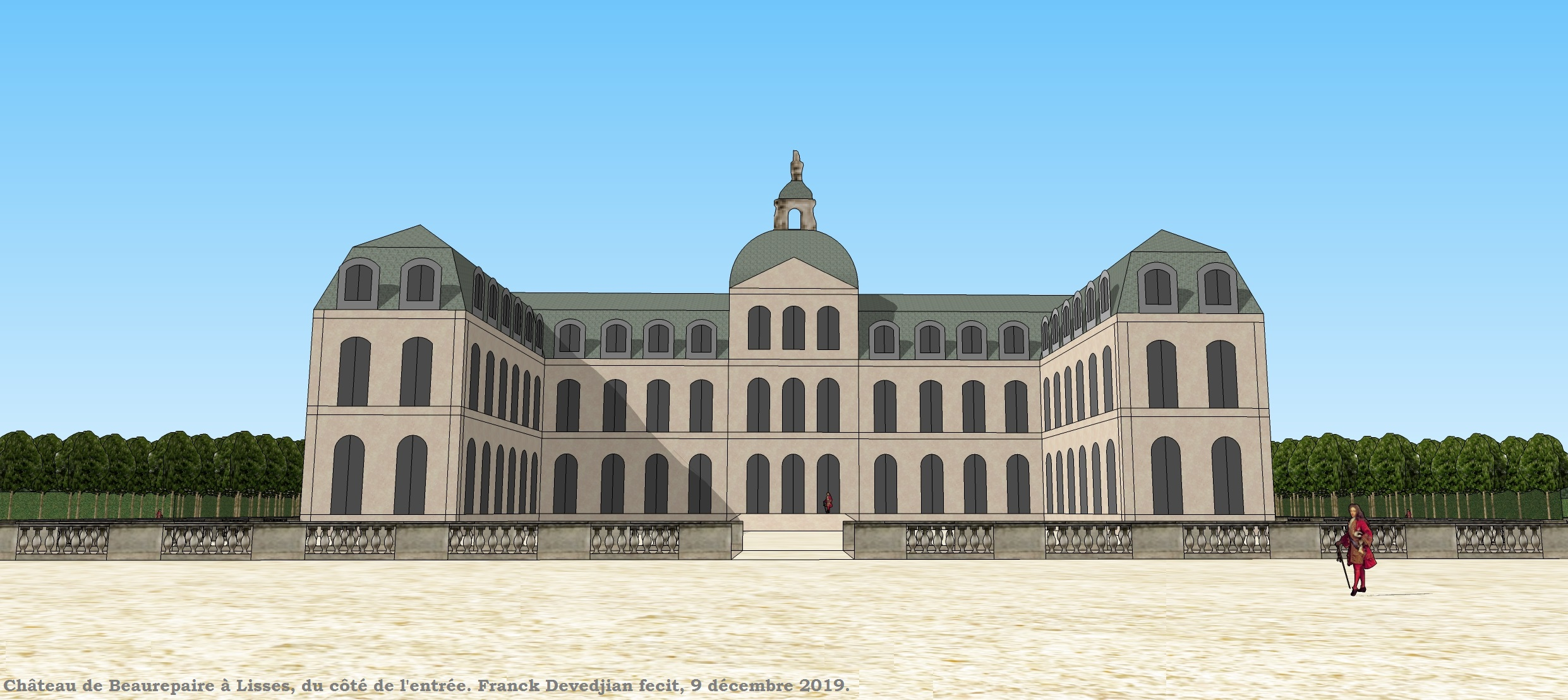
Schéma 3D restituant l'entrée du château côté cour, XVIIIe siècle
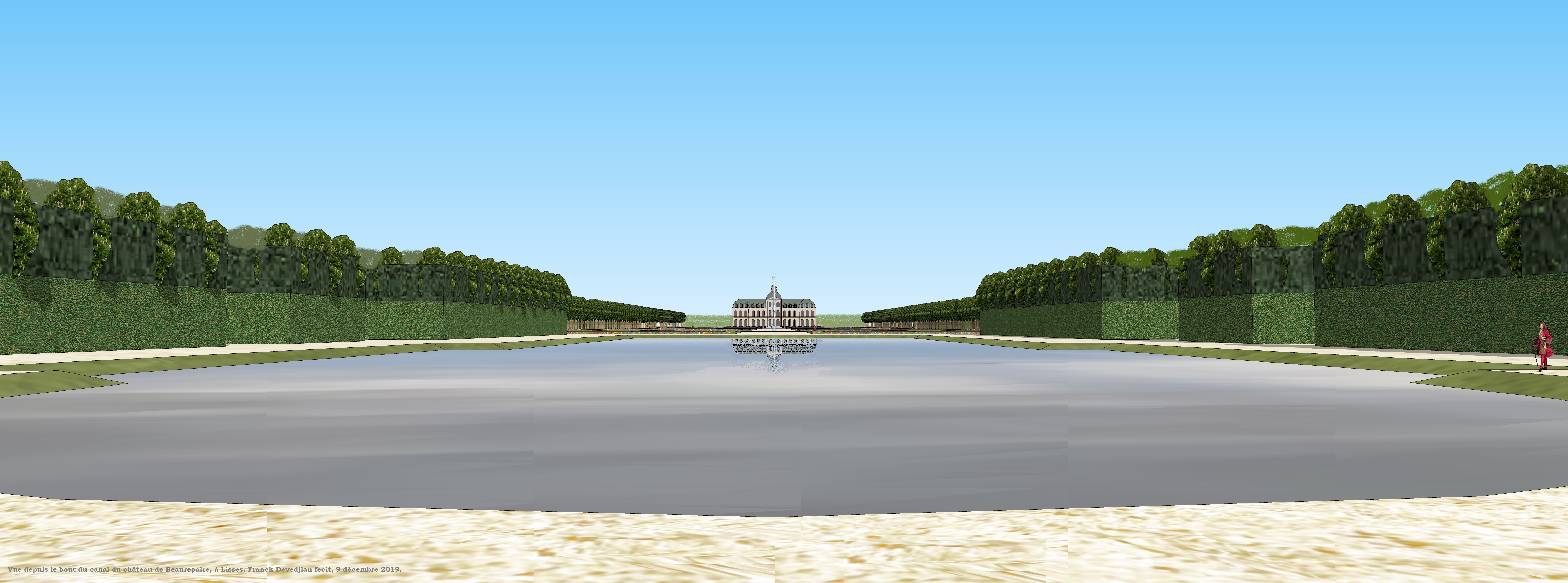
Restitution 3D de la vue depuis le bout du canal, XVIIIe siècle
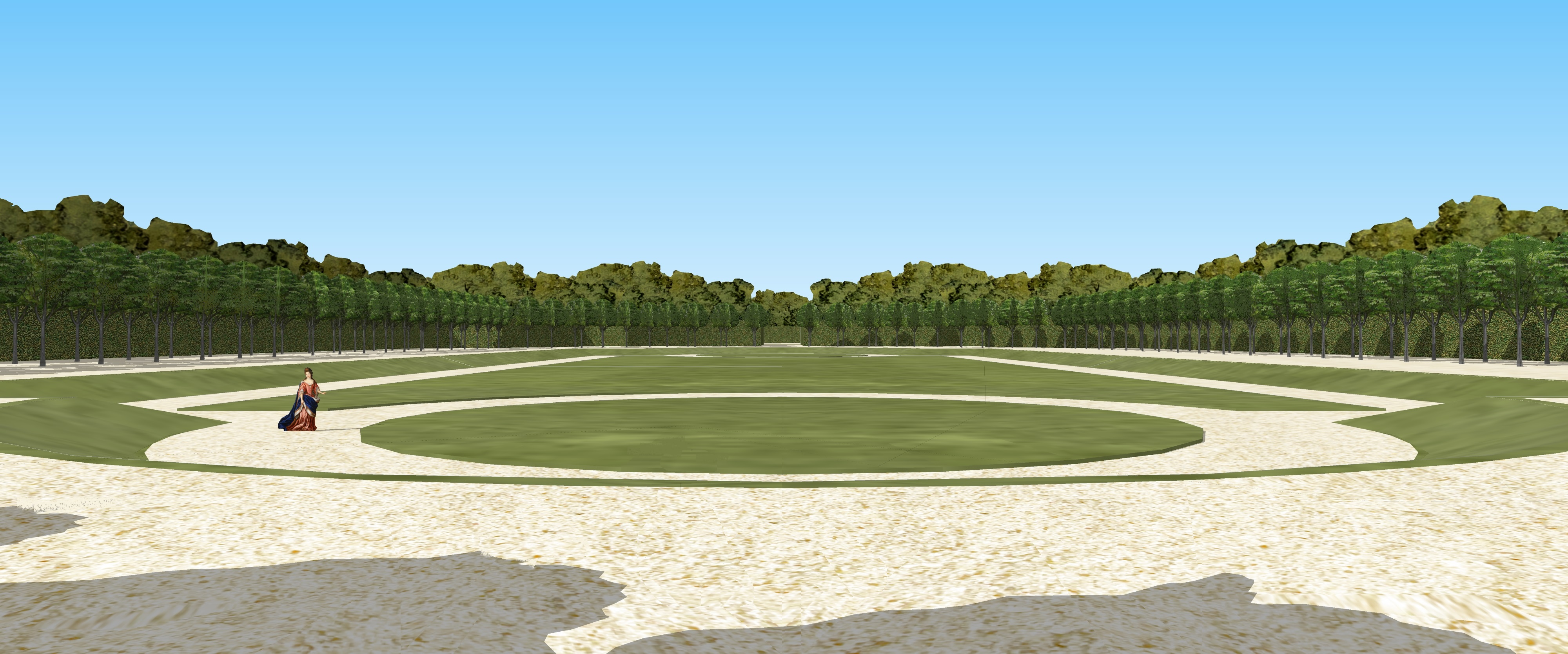
Restitution du boulingrin du château de Beaurepaire à Lisses, XVIIIe siècle

## La destruction au XIXe siècle et les restes de nos jours
En 1825, le baron Michau de Montaran, ne pouvant plus l’entretenir le fait démolir pour le vendre pierre par pierre.
Il reste des vestiges de ce domaine autrefois somptueux, dont  des communs, les fossés d'entrée, la demi-lune au fond du parc, ainsi que différents murs d'enceinte.
Un tableau conservé au musée des Beaux-Arts de Rouen dit du "château de Beaurepaire" ne représente pas en réalité le château, mais une autre propriété non localisée.